# Gruppo Sportivo Tita Fumei
Il Gruppo Sportivo Tita Fumei era una società calcistica italiana, di matrice fascista, con sede a Padova. Era gestita dal Gruppo Rionale Fascista Tita Fumei.

## Storia

### Inizi
Fu fondata a Padova agli inizi degli anni venti, in memoria di Tito Fumei (giovane squadrista padovano morto nel 1921 durante una scorribanda a Cittadella). Durante la sua attività ha militato in Terza Divisione (la Serie C dell'epoca) e Seconda Divisione.

### Tita Fumei e Petrarca
Il Petrarca fu inglobato nel Gruppo Sportivo Tita Fumei. Le due compagini non si fusero, rimasero distinte una dall'altra, e alla fine della stagione 1925-1926, dopo le finali, il Tita Fumei fu ammesso nella rinnovata Seconda Divisione. Di fatto, i dirigenti fascisti abbinando una parte del proprio nome al nome del Petrarca, cambiarono la denominazione di quest'ultima in Gruppo Calcistico Petrarca-Fumei volendo carpirne il passato e l'importanza portando in Seconda Divisione i migliori giocatori del Petrarca mentre nel "vero" Petrarca, retrocesso in Terza Divisione, andarono i giocatori in esubero del Tita Fumei. Nel gennaio 1927 il Petrarca si affranca dal Gruppo Sportivo Tita Fumei, che si mette alla ricerca di un nuovo “partner”.

### Tita Fumei e Padova
Il 26 luglio 1928 il Calcio Padova, all'epoca guidato da Demetrio Mattioli, in difficoltà economiche, rende nota la fusione con il Tita Fumei e l'abbandono dello Stadio Silvio Appiani in favore del nuovo stadio fatto costruire dal Tita Fumei, ovvero lo Stadio Littorio.
Tuttavia questa fusione non avvenne mai, il Calcio Padova, continuò a giocare allo Stadio Appiani fino al 1994, mentre il Tita Fumei, gradualmente, scomparve dallo scenario calcistico italiano.